# Aulocheta
Aulocheta là một chi bướm đêm thuộc họ Erebidae.